# Estado del Perú
El Estado del Perú o Estado peruano —que conceptualmente es la nación peruana jurídicamente organizada— es la entidad que ejerce el gobierno en la República del Perú. La estructura del Estado está definida en la Constitución Política del Perú aprobada mediante referéndum, promulgada a finales de 1993 y vigente desde el 1 de enero de 1994. En la Constitución Política del Perú, está establecido que la República del Perú es democrática, social, independiente y soberana. Su gobierno es unitario, representativo y organizado según el principio de separación de poderes, ejercido por un Estado unitario.

Artículo n.º 43
La República del Perú es democrática, social, independiente y soberana.
El Estado es uno e indivisible.
Su gobierno es unitario, representativo y descentralizado, y se organiza según el principio de la separación de poderes.
Constitución Política del Perú

Los poderes son el poder ejecutivo, el poder legislativo y el poder judicial. Además, la Constitución establece diez organismos denominados «constitucionalmente autónomos», de funciones específicas e independientes de los tres poderes del Estado. Dichos organismos son el Tribunal Constitucional, el Ministerio Público,la Junta Nacional de Justicia, la Contraloría General de la República, la Superintendencia de Banca, Seguros y AFP, el Jurado Nacional de Elecciones, la Oficina Nacional de Procesos Electorales, el Registro Nacional de Identificación y Estado Civil, el Banco Central de Reserva y la Defensoría del Pueblo. El Gobierno peruano es directamente elegido, el voto es obligatorio para todos los ciudadanos entre los dieciocho y setenta años.

## Nivel nacional

### Poder Legislativo: Congreso Nacional

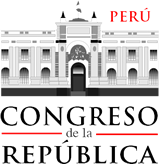

El Congreso de la República del Perú o Congreso Nacional del Perú, es el órgano que ejerce el poder legislativo en la República del Perú, ocupando una posición principal dentro del Estado peruano. Es, desde 1995, un Congreso unicameral conformado por una sola cámara legislativa inicialmente de 120 congresistas y a partir del 28 de julio de 2011 por 130 congresistas, elegidos por múltiples distritos (por cada departamento de acuerdo a la población electoral) para un período de cinco años, coincidiendo con el período presidencial. El sistema electoral aplicado es el del voto proporcional preferencial. El actual Congreso se instaló el 26 de julio de 2021.
Su sede principal es el Palacio Legislativo del Perú, ubicado en el centro histórico de Lima, a escasas cuadras del Casa de Pizarro.

#### Funciones
- Emitir leyes, resoluciones legislativas, así como interpretar, modificar o derogar.
- Velar por el respeto de la Constitución y de las leyes, y disponer lo conveniente para hacer efectiva la responsabilidad de los infractores.
- Aprobar los tratados, de conformidad con la Constitución.
- Aprobar el presupuesto y la cuenta general.
- Autorizar empréstitos, conforme a la Constitución.
- Ejercer el derecho de amnistía.
- Aprobar la demarcación territorial que proponga el Poder Ejecutivo.
- Prestar consentimiento para el ingreso de tropas extranjeras en el territorio de la República, siempre que no afecte, en forma alguna, la soberanía nacional.
- Autorizar al presidente de la república para salir del país.
- Ejercer las demás atribuciones que le señala la Constitución y las que son propias de la función legislativa

### Poder Ejecutivo

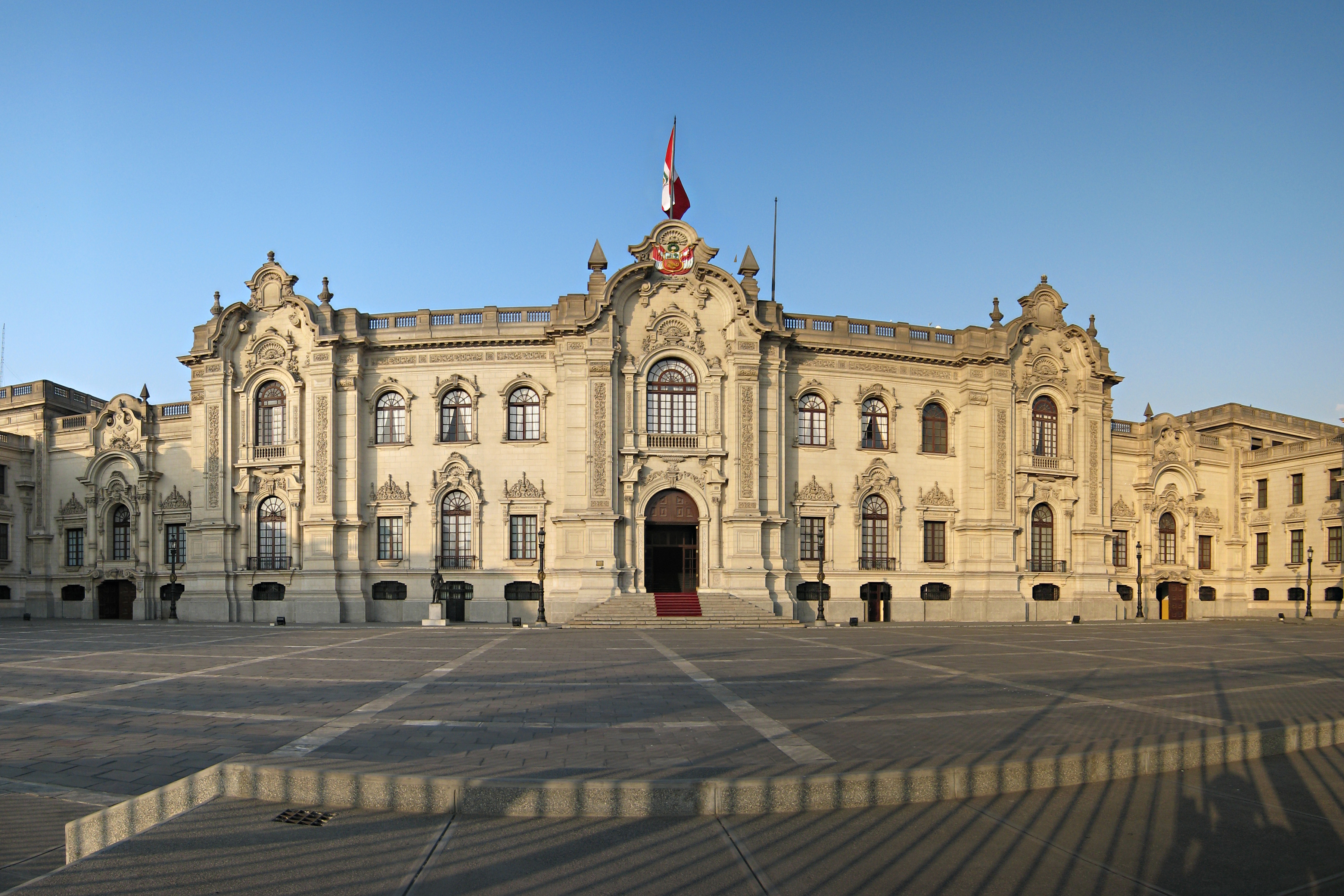
Palacio de Gobierno del Perú, sede del Poder Ejecutivo

El Poder Ejecutivo Nacional es el órgano ejecutivo del Estado peruano. Se trata de un órgano unipersonal y piramidal que se encuentra en cabeza del Presidente de la República del Perú, funcionario que debe ser elegido cada cinco años por sufragio directo, secreto, universal y obligatorio, en doble vuelta junto con los candidatos a vicepresidentes.
La presidencia del Perú es ejercida por un período de cinco años sin posibilidad de reelección inmediata. Luego de un período constitucional, como mínimo, quien haya ejercido el cargo puede volver a postular. El cambio de mando se realiza cada cinco años, el día 28 de julio, en el Congreso de la República. 
La actual y primera presidenta constitucional de la república, desde el 7 de diciembre de 2022, es Dina Boluarte Zegarra, quien en su calidad de vicepresidenta y siguiendo la línea de sucesión presidencial asumió el mando tras el intento de autogolpe de Estado perpetrado por José Pedro Castillo Terrones, quien fue presidente desde el 2021, tras resultar ganador de las elecciones generales de ese año, hasta su destitución a fines de 2022.
Completan su conformación, de acuerdo con la Ley Orgánica del Poder Ejecutivo:
- El Consejo de Ministros,
- La Presidencia del Consejo de Ministros, responsable de la coordinación de las políticas nacionales y sectoriales
- Los ministerios, que comprenden uno o varios sectores y son:
  - Ministerio de Relaciones Exteriores
  - Ministerio de Defensa
  - Ministerio de Economía y Finanzas
  - Ministerio del Interior
  - Ministerio de Justicia y Derechos Humanos
  - Ministerio de Educación
  - Ministerio de Salud
  - Ministerio de Desarrollo Agrario y Riego
  - Ministerio de Trabajo y Promoción del Empleo
  - Ministerio de la Producción
  - Ministerio de Comercio Exterior y Turismo
  - Ministerio de Energía y Minas
  - Ministerio de Transportes y Comunicaciones
  - Ministerio de Vivienda, Construcción y Saneamiento
  - Ministerio de la Mujer y Poblaciones Vulnerables
  - Ministerio del Ambiente
  - Ministerio de Cultura
  - Ministerio de Desarrollo e Inclusión Social
- Las entidades públicas del Poder Ejecutivo, que incluyen a los organismos públicos ejecutores y los organismos públicos especializados, así como a las empresas de propiedad del Estado.

### Poder Judicial

Palacio de Justicia de Lima

El Poder Judicial es un organismo autónomo de la República del Perú constituido por una estructura jerárquica de estamentos, que ejercen la potestad de administrar justicia, está encabezado por un presidente electo entre los vocales supremos y por la Corte Suprema de Justicia de la República del Perú que tiene en todo el territorio. El segundo nivel jerárquico lo forman las Cortes Superiores de Justicia con competencia en todo un Distrito Judicial. El tercer nivel es formado por los Juzgados de Primera Instancia cuya competencia es, aproximadamente, provincial. Luego, se encuentran los Juzgados de Paz Letrados, con competencia distrital. Y finalmente los Juzgados de Paz (no letrados), encargados de resolver asuntos judiciales sencillos.

## Otros organismos

### Organismos constitucionalmente autónomos (OCA)

#### Tribunal Constitucional
El Tribunal Constitucional (TC) de Perú es el órgano supremo de interpretación y control de constitucionalidad que fue establecido en la Constitución del Perú de 1993 creada durante el gobierno de Alberto Fujimori. Los miembros del tribunal son nominados por el Congreso de Perú, cuyas nominaciones son motivo de controversia por su falta de transparencia y por los favores políticos que los nominados buscaban proporcionar a los legisladores. Según los medios de comunicación, desde mayo de 2022, el Tribunal Constitucional se ha utilizado para dar fuerza institucional a los fujimoristas en el Congreso.

#### Ministerio Público
El Ministerio Público, también llamado oficialmente Fiscalía del Perú, es el organismo constitucional autónomo del Estado peruano que tiene como funciones principales en velar la legalidad del país, además de investigar casos que atenten a los derechos ciudadanos y los intereses públicos, y fomentar iniciativas para solucionar los vacíos de la legislación. Tiene su rol representativo e independiente de defender a los afectados dentro del sistema jurídico nacional.

#### Contraloría General de la República
La Contraloría General de la República es un organismo constitucional autónomo del Estado Peruano encargado de controlar los bienes y recursos públicos del país.
Esta institución representa la máxima autoridad del Sistema Nacional de Control: supervisa, vigila y verifica la correcta aplicación de las políticas públicas y el uso de los recursos y bienes del Estado.  Para realizar con eficiencia sus funciones, cuenta con autonomía administrativa, funcional, económica y financiera, así como con atribuciones especiales que le otorga el artículo 22 de la Ley Orgánica del Sistema Nacional de Control y de la Contraloría General de la República. 

#### Banco Central de Reserva
El Banco Central de Reserva del Perú (BCRP) es una institución autónoma peruana encargada de preservar la estabilidad monetaria dentro del país.

#### Defensoría del Pueblo
La Defensoría del Pueblo es un órgano constitucional autónomo creado por la Constitución Política del Perú de 1993. Tiene sede en la ciudad de Lima, capital del Perú, y tiene representación en todo el territorio peruano.
El Defensor del Pueblo es el titular de la Defensoría nacional. Representa y dirige la institución. Es elegido por el Congreso de la República por un período de cinco años. Goza de total independencia para el cumplimiento de las funciones que la Constitución le confiere. Se rige por la Constitución y su Ley Orgánica.
El Defensor del Pueblo busca una solución a problemas concretos antes de acusar a alguien. En consecuencia, no dicta sentencias, ni ordena detenciones. Su poder descansa en la persuasión, en las propuestas de modificación de conducta que formule en sus recomendaciones, en el desarrollo de estrategias de protección preventiva, en la mediación que asume para encontrar soluciones y en su capacidad de denuncia pública en casos extremos.

#### Sistema Electoral

##### Jurado Nacional de Elecciones
El Jurado Nacional de Elecciones (JNE) es un organismo constitucional autónomo que funciona como tribunal electoral del Perú. Establecido para garantizar la legalidad del sufragio, los procesos electorales y las consultas populares, tiene la responsabilidad de proclamar los resultados electorales y expedir los correspondientes reconocimientos o credenciales a las autoridades electas. 
El mandato del JNE se extiende a dictar resoluciones generales para regular las disposiciones electorales, revisar las resoluciones dictadas por los jurados electorales especiales y resolver las controversias relacionadas con asuntos electorales. También está facultado para resolver los casos de vacancia declarados por los consejos regionales y municipales. El JNE es un órgano colegiado, compuesto por cinco miembros elegidos por diferentes entidades estatales. El presidente del JNE es elegido por la Sala Plena de la Corte Suprema de Justicia, mientras que los cuatro magistrados restantes son designados por la Junta de Fiscales Supremos, por votación universal de los abogados de Lima, y por los decanos de las facultades de Derecho, uno de las universidades públicas y otro de las privadas.

##### Oficina Nacional de Procesos Electorales
La Oficina Nacional de Procesos Electorales (conocida por sus siglas ONPE), es un organismo electoral constitucional autónomo que forma parte de la estructura del Estado Peruano. Es la autoridad máxima en la organización y ejecución de los procesos electorales, de referéndum y otros tipos de consulta popular a su cargo.
Su finalidad es velar para que se obtenga la fiel y libre expresión de la voluntad popular, manifestada a través de los procesos electorales a su cargo. Con relación a las organizaciones políticas, se encarga de la verificación de firmas de adherentes de los partidos políticos en proceso de inscripción; la verificación y control externos de la actividad económico-financiera, así como brindar asistencia técnico-electoral en los procesos de democracia interna.

##### Registro Nacional de Identificación y Estado Civil
El Registro Nacional de Identificación y Estado Civil (Reniec), es un organismo autónomo del Estado Peruano encargado de la identificación de los peruanos, otorgando el Documento Nacional de Identidad (DNI), registrando hechos vitales como nacimientos, matrimonios civiles, defunciones, divorcios y otros que modifican el estado civil. Durante los procesos electorales, proporciona el Padrón Electoral que se utilizará en las elecciones.

### Entidades subnacionales

##### Nivel regional
El nivel regional, como consta en la Constitución, corresponde a las regiones y departamento. Anteriormente el Perú contaba con regiones.
La administración de cada región es dirigida por un organismo llamado Gobierno regional, integrada de un consejo regional, una presidencia regional y un consejo de coordinación regional. Aunque actualmente no existe ninguna región, se han conformado GR de ámbito departamental para liderar el proceso de regionalización.
A pesar de sus intentos de transferir presupuesto económico a zonas aledañas, Perú es un país fuertemente centralizado. Así, en el 2003, el Gobierno central concentraba el 86 % de los ingresos frente un 65 % de los países de la región y un 54 % de los países desarrollados; el gasto público de los Gobiernos subnacionales fue del 12 % frente al gasto total, mientras que en el resto de países de Latinoamérica la media del gasto público se sitúa en torno al 35 %. Lima representa un 86 % de la recaudación fiscal. Los primeros esfuerzos de descentralización se iniciaron en 1985, cuando se crearon doce regiones: este proceso no tuvo éxito debido a las pugnas por la influencia política y el reparto del presupuesto, el traspaso desorganizado de las competencias, la incoherencia con el régimen fiscal, y el sistema de elección que era por asambleas regionales. 
En 1992 suspendió el proceso y los sustituyó por una administración descentralizada del Gobierno central llamada CTAR —Consejos Transitorios de Administración Regional— en cada departamento, y se acentuó el centralismo. En el 2001, se revitaliza el proceso descentralizador con un amplio consenso. Los principios ordenadores de la ley: se crea los Gobiernos regionales sobre la base de los departamentos históricos, se establecen incentivos para la fusión voluntaria, se define claramente las competencias, hay una neutralidad y responsabilidad fiscal, se transfiere gradualmente los servicios, hay transparencia en el proceso.

#### Nivel local
El nivel local, como consta en la Constitución, corresponde a las provincias, los distritos y los centros poblados. Estas circunscripciones son administradas por municipalidades, compuestas de un concejo municipal y una alcaldía, la que a su vez dirige las empresas municipales, la economía y el trabajo de cada distrito.

## Medios de comunicación
El Estado peruano opera dos empresas de comunicación, el Instituto Nacional de Radio y Televisión (IRTP) y Editora Perú. La primera empresa se encarga de la radio (Nacional) y televisión (TV Perú), mientras que la segunda opera el boletín oficial El Peruano.